# Ladyhawke (cantante)
Phillipa Margaret «Pip» Brown (Masterton, Nueva Zelanda; 13 de julio de 1979), conocida artísticamente como Ladyhawke, es una cantante, compositora musical y multiinstrumentista neozelandesa. Su nombre artístico deriva de la película Ladyhawke (Dama Halcón, en español). Antes de su carrera en solitario, había colaborado con las bandas Two Lane Blacktop y Teenager. Su primer álbum en solitario, salió al mercado en septiembre de 2008, fue editado por Island Records.

## Biografía
Originaria de Masterton, una pequeña ciudad cercana a Wellington, Philipa procede de una familia de músicos comenzando a tocar la batería desde pequeña. Sus primeras actuaciones fueron en pequeñas bandas de grunge, y al terminar el instituto se trasladó a Wellington. Allí actuaría con su primer grupo profesional, Two Lane Blacktop, como guitarrista principal.
Sin embargo, el grupo se separaría al poco tiempo. Philipa aprovecha la ocasión para trasladarse a Melbourne, en Australia, para proseguir su carrera musical. Allí conocerá a Nick Littlemore, componente del dúo electro Pnau, con el que se unió para formar la banda Teenager. La formación duraría dos años y sirvió para que Ladyhawke formulase su estilo musical.
A pesar de mantener relación artística con Nick Littlemore, Brown decide abandonar Teenager y trasladarse a Londres para centrarse en un proyecto personal que llevaba planeando desde hace tiempo, su carrera en solitario bajo el pseudónimo Ladyhawke. En su nueva fase musical, Philipa decide apostar por sonidos influenciados por la música de la década de 1980. Tras firmar con Island Records, a mediados de 2008 lanza «Back of the Van» y «Paris is Burning», temas de adelanto del que sería su primer álbum de estudio, llamado Ladyhawke, y que fue publicado en septiembre de ese mismo año.
Su tema «Paris is Burning» fue remezclado por Peaches y obtuvo repercusión en las listas británicas.
Ladyhawke trabajó extensamente con el productor Pascal Gabriel en la grabación de su segundo álbum de estudio, Anxiety, el cual fue lanzado en mayo de 2012. El álbum alcanzó el puesto número 12 en Nueva Zelanda, mientras en Australia ocupó el número 17. Tres singles se desprendieron del álbum: «Black White & Blue», «Sunday Drive» y «Blue Eyes».
El tema «Black White and Blue» aparece en la banda sonora de los videojuegos FIFA 13, Forza Horizon y Sleeping Dogs.

## Vida privada
El 9 de enero de 2015, Brown contrajo matrimonio con la actriz, comediante y músico Madeleine Sami. Ambas residen en Los Ángeles.

## Discografía

### Álbumes
- Ladyhawke (2008).
- Anxiety (2012).
- "Wild Things" (2016).

### Sencillos
- «Back of the Van» (2008).
- «Paris is Burning» (2008).

«Paris s'enflamme» (versión en francés, 2008).
- «Dusk till Dawn» (2008).
- «My Delirium» (2008).
- «Magic» (2009).
- «Black White & Blue» (2012).
- «Sunday Drive» (2012).
- «Blue Eyes» (2012).

### Apariciones
| Año  | Título                          | Artista(s)         | Álbum                  |
| ---- | ------------------------------- | ------------------ | ---------------------- |
| 2007 | «Embrace»                       | Pnau               | Pnau                   |
| 2011 | «Sister Wife» (Ladyhawke remix) | Alex Winston       | —                      |
| 2011 | «Just One Kiss» (Clique remix)  | Tim Burgess        | —                      |
| 2012 | «Living in My House»            | Junica             | The Celebration        |
| 2012 | «White Rabbit»                  | —                  | Like a Version, Vol. 8 |
| 2014 | «Last Train»                    | Tiësto & Firebeatz | A Town Called Paradise |